# Mojow Locow
Mojow Locow est un jeu de gestion développé par Owlient, et édité par Ubisoft, accessible sur le web depuis avril 2013. C'est un free-to-play où le joueur contrôle des bestioles nommées Locow et doit se battre contre d'autres animaux. Mojow Locow a fermé ses portes.

## Système de jeu
Le but de jeu consiste à faire progresser son animal, surnommé Locow, en lui faisant battre ses adversaires. Le joueur peut choisir entre six modèles prédéfinis : taureau, pingouin, chien, chat, hérisson, grenouille.
Le joueur doit faire évoluer son Locow en récoltant de l'énergie qui offre des capacités spéciales à notre personnage. Les Locow peuvent s'affronter dans une arène pour que 10 Locow contrôlés par les joueurs se battent entre eux dans des petites cartes où le but est de récupérer un maximum de Mojow, énergie représentée sous la forme de petites bulles roses.
On peut également acheter des objets améliorant les compétences de notre personnage dans certaines boutiques. On peut également faire fusionner notre Locow avec d'autres bestioles : koala, ornithorynque... Il faut donc collectionner les Locow dans le but de monter son équipe et les faire évoluer.